# دال هیمالیایی
دال هیمالیایی (نام علمی: Gyps himalayensis) نام یک گونه از سرده دژکاک است.